# ГЕС-ГАЕС Вальдеканьяс
ГЕС-ГАЕС Вальдеканьяс (ісп. VALDECAÑAS) — гідроелектростанція у центральній частині Іспанії. Знаходячись між ГЕС Асутан (вище за течією) та ГЕС-ГАЕС Torrejon, входить до складу каскаду на Тахо (найбільша річка Піренейського півострова, що впадає в Атлантичний океан уже на території Португалії біля Лісабону).
Для роботи станції річку перекрили арковою греблею висотою 98 метрів та довжиною 290 метрів, на спорудження якої пішло 270 тис. м3 матеріалу. Вона утримує велике водосховище об'ємом 1446 млн м3. Розташований біля греблі машинний зал обладнаний трьома оборотними гідроагрегатами загальною потужністю 225 МВт як у турбінному, так і в насосному режимах. Вони використовують напір 75 метрів.
Зв'язок з енергосистемою відбувається по ЛЕП, що працює під напругою 220 кВ.